# Жезлянка
Жезлянка (в верховье — Хомутовка) — река в Московской области России, левый приток Лусянки.
Берёт начало в 8 км севернее платформы Дровнино Белорусского направления Московской железной дороги, впадает в Лусянку в 1 км восточнее деревни Ширякино. На реке также находятся деревни Плешаково и Самынино.
В Российской империи по этой речке проходила граница между Московской и Смоленской губерниями. Жители Смоленской губернии называли реку (верховья) Хомутовкой, а жители Московской — Жезлянкой (низовья). Хотя уже давно вся река целиком протекает по Московской области, двойное название реки уцелело.
Длина — 15 км (по другим данным — 14 км), площадь водосборного бассейна — 42,3 км². Равнинного типа. Питание преимущественно снеговое. Замерзает обычно в середине ноября, вскрывается в середине апреля:7—8. Берега реки живописны и покрыты лесом, хотя правый берег кое-где заболочен.
По данным Государственного водного реестра России, относится к Окскому бассейновому округу. Речной бассейн — Ока, речной подбассейн — бассейны притоков Оки до впадения Мокши, водохозяйственный участок — Москва от истока до Можайского гидроузла.